# Pop'n music portable
pop'n music portable (ポップンミュージックポータブル poppun myūjikku pōtaburu?) es una entrega para consola no lineal de pop'n music y la primera para PlayStation Portable. Tiene un total de 82 canciones en total, algunas de ellas totalmente nuevas.

## Nuevas características
- Primera entrega para la PSP.[2]
- La lista de canciones está basada parcialmente en pop'n music 15 ADVENTURE.[3]
- Primera entrega CS con Skins intercambiables.
- Reaparece la modalidad de 7 botones, vistos desde un inicio hasta pop'n music 6. Disponible solo en las versiones portables.
- Las modalidades de 5 botones, 7 botones y 9 botones tienen Hyper charts. Los Ex charts están disponible únicamente con el tradicional 9 botones.
- Unas cuantas canciones fueron modificadas para ser jugables en PSP, siendo la más notable de todas la canción ポップミュージック論 (MEGANE ROCK).

## Categorías
El videojuego tiene cinco tipos de categorías:
- POP'N: Canciones provenientes de pop'n music.
- TV ANIME: Canciones tomadas de series de televisión japonesas o anime.
- SECRET: Canciones previamente desbloqueadas.
- LV: Canciones ordenadas por nivel de dificultad, de descendente a ascendente.
- ABC: Canciones ordenadas alfabéticamente.

## Modo de juego

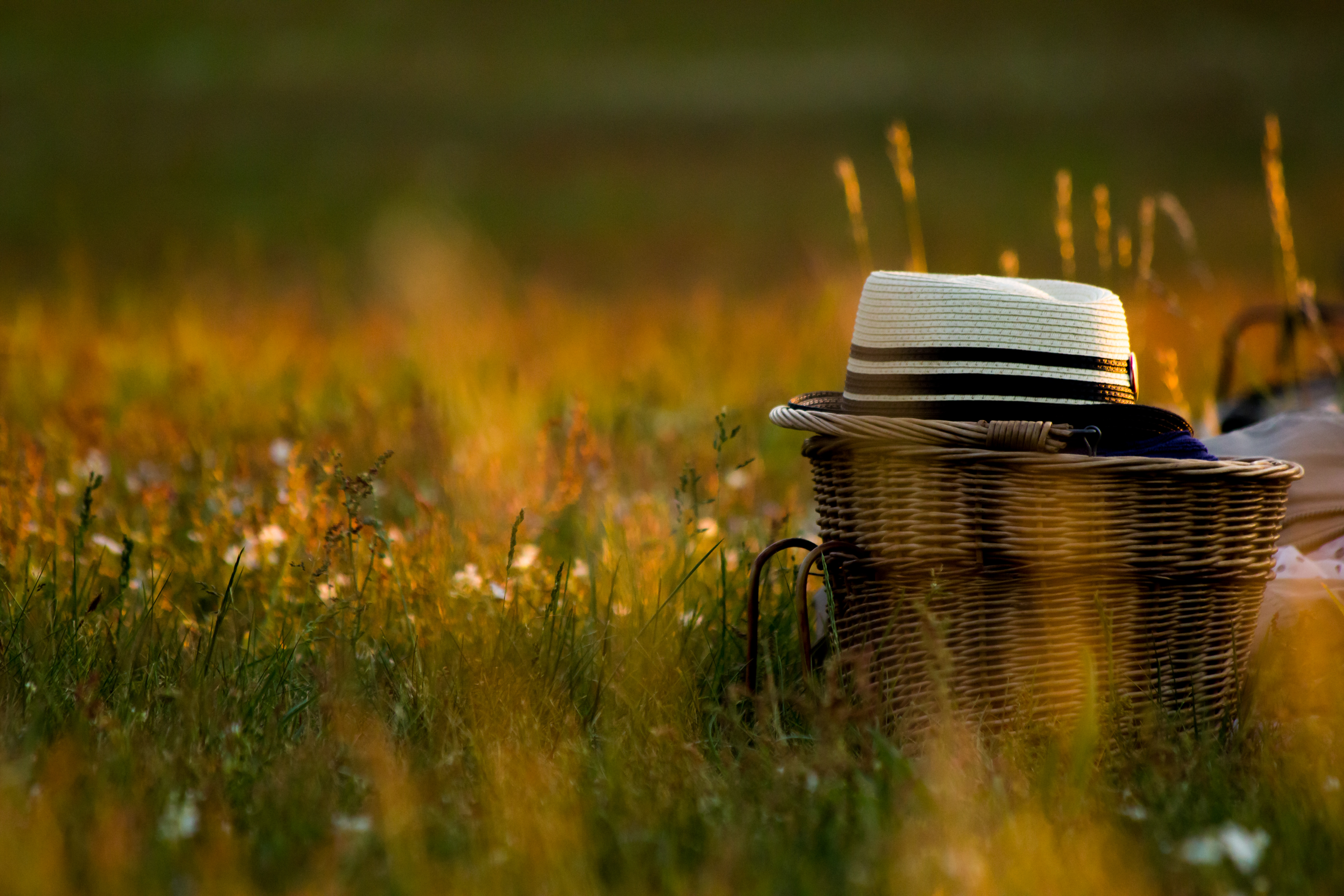
El tema del videojuego está basado en un pícnic.

- Free Play: Es el modo libre, ya que el jugador puede jugar canciones de manera infinita sin necesidad de stages. Si el jugador perdiese en una canción, siempre podrá continuar sin problemas.
- Adventure: Es el modo aventura. Sirve para desbloquear canciones ocultas mientras el modo historia se completa al 100%.
- Battle: Siendo el modo versus, dos o más jugadores juegan entre sí para obtener el puntaje más alto. Se divide en cuatro submodos:
  - CPU Battle: El jugador puede competir contra el sistema simulando ser el oponente.
  - ADHOC Battle: El jugador puede competir contra otros jugadores en línea. Tiene la capacidad de jugar hasta con un total de 4 jugadores a la vez.
  - 2P Battle: Dos jugadores utilizan  una sola consola, el cual, cada lado de la PSP es operado por un jugador. Disponible únicamente tres botones para cada jugador.
  - Setting: Es la zona de opciones, el cual sirve para editar la información personal del jugador.
- Etc.: Este modo es la sección de personalización y datos del videojuego, y está compuesto por tres submodos:
  - Dictionary: Es el equivalente al Character Guide que solían tener las versiones CS a partir de pop'n music 11. Tiene toda la información de los personajes jugables con sus respectivas animaciones.
  - Music Player: Es utilizado como el tocadiscos para todas las canciones disponibles en el videojuego.
  - Skin: Esta opción sirve para cambiar la skin por defecto de la interfaz al momento de jugar una canción.
- Option: Como dice, sirve para configurar los aspectos del juego, audio y controles.
- Tutorial: Este modo se utiliza para aprender lo básico del juego y familiarizarse con él. Tiene un total de 5 lecciones.

## Modo Adventure
El objetivo del modo aventura es recorrer por los tres mundos y el mundo principal, recogiendo ítems, Ojamas, canciones ocultas, entre otros. Al inicio, el jugador escoge a Mimi o Nyami y se comienza por la casilla START. El jugador avanza de casilla en casilla, desbloqueando nuevos caminos, casillas tele transportadoras, botones y trampas. A medida que se avance, el jugador debe luchar contra personajes que obstruyen el paso marcados con una silueta en forma de cabeza de diablo. Una vez que se consiga derrotar al enemigo, se desbloquea el paso, recibe varios puntos y también una llave, la cual sirve para abrir zonas bloqueadas por un cerraduras con forma de bloque. El jugador solo puede usar una llave por cada bloque, y puede acumular como máximo un total de nueve llaves.

### Popper's test
A medida que se avanza en el juego, Existen pequeños muros de color morado que bloquean el paso, con un indicador de nivel en específico. El jugador no podrá avanzar si no tiene el nivel requerido. El Popper's test se utiliza para subir de nivel superando una canción, a cambio de cierta cantidad de puntos. Está representado con el personaje MZD utilizando su equipo de DJ. Cada test tiene una canción, ojamas y costo propio. Existen 20 tests en total:
| POP-LV (nivel) | POP-PT (coste) | Canción                        | Ojamas                                              |
| -------------- | -------------- | ------------------------------ | --------------------------------------------------- |
| 1              | 10             | 嘘                             | 5 buttons BAD50以下 でクリア                        |
| 2              | 50             | ブルーバード                   | 5 buttons BAD50以下 でクリア                        |
| 3              | 100            | 恋のミラクル☆                  | 5 buttons BAD50以下 でクリア                        |
| 4              | 150            | (fly higher than) the stars    | 5 buttons MAXコンボ50以上 でクリア                  |
| 5              | 200            | カルマ                         | MAXコンボ50以上 BAD50以下 でクリア                  |
| 6              | 250            | 走り続けて                     | 5 buttons HI-SPEED(x2) でクリア                     |
| 7              | 300            | GRADIUS -FULL SPEED-           | 5 buttons BAD50以下 でクリア                        |
| 8              | 350            | チェイス！チェイス！チェイス！ | 5 buttons ふわふわ判定ライン でクリア               |
| 9              | 400            | 林檎と蜂蜜                     | 60,000点以上 BAD10以下 でクリア                     |
| 10             | 600            | ネガイゴト                     | 5 buttons 強制LOW-SPEED でクリア                    |
| 11             | 800            | 777                            | 5 buttons バラバラスピード でクリア                 |
| 12             | 900            | together 4ever                 | 5 buttons 上下プレス でクリア                       |
| 13             | 1000           | My Own Swan                    | 5 buttons 色々爆走 でクリア                         |
| 14             | 1100           | 風吹けば恋                     | BAD20以下 地震でぐらぐら でクリア                   |
| 15             | 1200           | 凛として咲く花の如く           | 5ボタンHYPERで MAXコンボ200以上 でクリア            |
| 16             | 1500           | ギターケンドー                 | 5ボタンHYPERで 縦分身 でクリア                      |
| 17             | 1600           | My Own Swan                    | 5ボタンHYPERで, BAD20以下 くるくるポップ君 でクリア |
| 18             | 1700           | cobalt                         | 5ボタンHYPERで HI-SPEED(x2) でクリア                |
| 19             | 1800           | Cloudy Skies                   | 5ボタンHYPERで 上下さかさま でクリア                |
| 20             | 2000           | ロクブテ                       | 5ボタンHYPERで BAD50以下 でクリア                   |

## Lista de canciones
La siguiente tabla muestra la lista completa de canciones disponibles en el juego:

### Canciones antiguas
| Nombre                        | Género               | Artista                      | Personaje                | BPM       |           |
| Old songs                     | Old songs            | Old songs                    | Old songs                | Old songs | Old songs |
| ----------------------------- | -------------------- | ---------------------------- | ------------------------ | --------- | --------- |
| monde des songe               | FANTASY              | Bikke                        | DiNO                     | 119       |           |
| (fly higher than) the stars   | NEO ACO              | sugi&reo                     | Sugi★kun                 | 154       |           |
| チェイス! チェイス! チェイス! | FRESH                | パーキッツ                   | ししゃも                 | 176       |           |
| White Eve                     | WINTER DANCE         | さな                         | TSURARA                  | 125       |           |
| High School Love              | HIGH SPEED LOVE SONG | DJ YOSHITAKA feat.DWP        | SYO                      | 180       |           |
| GRADIUS -FULL SPEED-          | GRADIUS              | Mr.T                         | VIC VIPER / LORD BRITISH | 160-220   |           |
| 777                           | TWEE POP             | EeL                          | hina                     | 200       |           |
| ポップミュージック論          | MEGANE ROCK          | ギラギラメガネ団             | NAKAJI                   | 190       |           |
| 林檎と蜂蜜                    | SHOWA KAYO           | 亜熱帯マジ-SKA爆弾 feat.MAKI | MURASAKI                 | 142-210   |           |
| cobalt                        | HIPUNK               | Des-ROW・組スペシアル        | HAYATO                   | 145-175   |           |

### provenientes de pop'n music 15 ADVENTURE
| Nombre                        | Género                        | Artista                       | Personaje                     | BPM                           |                               |
| from pop'n music 15 ADVENTURE | from pop'n music 15 ADVENTURE | from pop'n music 15 ADVENTURE | from pop'n music 15 ADVENTURE | from pop'n music 15 ADVENTURE | from pop'n music 15 ADVENTURE |
| ----------------------------- | ----------------------------- | ----------------------------- | ----------------------------- | ----------------------------- | ----------------------------- |
| together 4ever                | GARAGE HOUSE                  | Sota Fujimori feat.yoshiko    | JUDY                          | 140                           |                               |
| Always                        | BOYS R&B                      | Shoichiro Hirata feat.RayZY   | MARK                          | 130                           |                               |
| 走り続けて                    | CONTINENTAL                   | 秋桜                          | yululu                        | 140                           |                               |
| つばめ                        | WELLFARE                      | あさき                        | Tsubaki                       | 138                           |                               |
| ネガイゴト                    | SHY POP                       | 肥塚良彦                      | OJ TSUYOSHI                   | 138                           |                               |
| My Own Swan                   | Nu-SOUL                       | Redshift                      | Mary                          | 134                           |                               |
| 恋のミラクル☆                 | ONLINE LOVE POP               | るるるSYSTEM                  | MIRAI YUMENO                  | 175                           |                               |
| Psychology                    | URBAN MELLOW POP              | SENAX                         | Nina                          | 120                           |                               |
| ロクブテ                      | GIRLHOOD                      | 水玉フミッパーズ              | みっちゃん                    | 178                           |                               |
| 桃花恋情                      | HYPER CHINESE POP             | TËЯRA                         | taoxiang                      | 185                           |                               |
| 凛として咲く花の如く          | 撫子ロック                    | 紅色リトマス                  | KANOKO                        | 163                           |                               |
| New song                      |                               |                               |                               |                               |                               |
| Cloudy Skies                  | SYMPATHY 4                    | EGOISTIC LEMONTEA             | SUMIRE                        | 149                           |                               |

### Anime & TV
| Nombre                | Artista                | Personaje | BPM      |          |          |
| Anime&TV              | Anime&TV               | Anime&TV  | Anime&TV | Anime&TV | Anime&TV |
| --------------------- | ---------------------- | --------- | -------- | -------- | -------- |
| 残酷な天使のテーゼ    | 高橋洋子               | Mimi      | 79-128   |          |          |
| 愛をとりもどせ!!      | すわひでおとメカスワオ | Mimi      | 141-158  |          |          |
| 嘘                    | ♪♪♪♪♪                  | Yuli      | 180      |          |          |
| ウィーアー！          | よしくん海賊団         | Nyami     | 168      |          |          |
| 暗黒サイケデリック    | ALI PROJECT            | odile     | 135      |          |          |
| 創聖のアクエリオン    | ♪♪♪♪♪                  | IA-RAMSE  | 66-151   |          |          |
| ブルーバード          | ♪♪♪♪♪                  | Kagome    | 152      |          |          |
| New Anime&TV Licenses |                        |           |          |          |          |
| カルマ                | ♪♪♪♪♪                  | MZD       | 195      |          |          |
| 風吹けば恋            | ♪♪♪♪♪                  | CHINATSU  | 149      |          |          |

### Adventure Mode Unlocks
| Nombre                                                  | Género              | Artista                         | Personaje      | BPM        |            |
| Start Zone                                              | Start Zone          | Start Zone                      | Start Zone     | Start Zone | Start Zone |
| ------------------------------------------------------- | ------------------- | ------------------------------- | -------------- | ---------- | ---------- |
| 悪魔城ドラキュラメドレー ～ハイブリッド・ヴァージョン～ | CASTLEVANIA         | 山根ミチル                      | Simon Belmondo | 120-135    |            |
| 明鏡止水                                                | ZEN-JAZZ            | TOMOSUKE feat. あさき           | ikkei          | 290        |            |
| Ensamble Forecast 3/28                                  | PORTABLE POP        | LekSak                          | NINON          | 212        |            |
| Desert Area                                             |                     |                                 |                |            |            |
| さんぽのうた                                            | A.I.KIDS            | V.C.O.＋ALT                     | Alt            | 135        |            |
| THE MAN FROM FAR EAST                                   | WARRIOR             | WORLD SEQUENCE                  | INARI          | 118-128    |            |
| In The Ruins                                            | ANCIENT EURO        | good-cool feat.CHiCO            | Nadi           | 156        |            |
| QUICK RESULT                                            | GROUND TECHNO       | AKIRA YAMAOKA                   | Zusin          | 135        |            |
| がんばれゴエモンメドレー                                | GOEMON              | かまあげうどん                  | GOEMON         | 113-190    |            |
| スーパーモグー                                          | 地底探検            | ぶちパンダ                      | SUPERモグー    | 37-180     |            |
| なつやすみのぼうけん                                    | NATSUYASUMI         | 5年3組アンサンブルクラブ        | なつ坊         | 90-152     |            |
| 路男                                                    | HIP ROCK 4          | Des-ROW・組ユナイテッド         | 六             | 171        |            |
| Sea Area                                                |                     |                                 |                |            |            |
| Canal Grande                                            | VENEZIANI           | Q-Mex                           | DIAMANTE       | 208        |            |
| 純愛ロマンス -- PART 2 --                               | ELEKI 族            | ko-saku                         | YOUJIROU       | 165        |            |
| Aqua                                                    | ELE FLOOD WAVE      | Akino                           | madam RAGORA   | 115        |            |
| CLIO                                                    | CLIONE TECHNO       | co-ping                         | micro          | 138        |            |
| 西麻布水道曲                                            | PERCUSSIVE 2        | サイモンマン                    | Mr.KK          | 124?       |            |
| The Seven Ocean                                         | MARINE CRUISE       | Hajime                          | CoCoo          | 130        |            |
| 雫                                                      | LAMENTO             | あさき                          | おんなのこ     | 95-210     |            |
| 空言の海                                                | RUIN                | 音々                            | Kagome         | 92         |            |
| Forest Area                                             |                     |                                 |                |            |            |
| FU-FA                                                   | WINDY DANCE         | Sana+MIKI-CHANG+Shoichiro       | Roco*Moco      | 135        |            |
| Greening                                                | GREENING            | 猫叉Master                      | Yima           | 146        |            |
| Caring Dance                                            | CELTIC WIND         | 猫叉Master                      | fili           | 101        |            |
| 駕篭の鳥                                                | 交響的物語          | Naya~n交響楽団 with 坂本頼光    | Parrot         | 136        |            |
| Homesick Pt.2&3                                         | SOFT ROCK LONG      | ORANGENOISE SHORTCUT            | RIE♥chan       | 178        |            |
| 僕の飛行機                                              | NEW MUSIC           | 宮永やよい                      | SAYURI         | 142        |            |
| つぼみ                                                  | PINKISH             | パーキッツ                      | Poet           | 156        |            |
| CURUS                                                   | FLOW BEAT           | D-crew                          | flow flow      | 184-188    |            |
| Chat! Chat! Chat!                                       | LOVELY CAT POP      | sampling masters MEGA           | REINA          | 170        |            |
| Volcano Area                                            |                     |                                 |                |            |            |
| ギターケンドー                                          | 剣道ROCK            | マキタ学級                      | GITA-KEN       | 176        |            |
| 儚きは我が決意                                          | SEISYUN ROCK        | 臨界点パニック                  | DJ TSUYOSHI    | 182        |            |
| 明日への誓い                                            | TWIN HERO           | 下村陽子 feat.軟鉄兄弟          | 轟競           | 162-172    |            |
| アンデスの太陽                                          | FORKLORE            | Mutsuhiko Izumi                 | TITICACA       | 125        |            |
| H@ppy Choice                                            | MELO CORE           | good-cool feat. すわひでお      | OTOKO-MAN      | 168        |            |
| ♥Love²シュガ→♥                                          | EUROBEAT            | dj TAKA feat. のりあ            | MILK           | 155        |            |
| Soul On Fire                                            | LOUD MIXTURE RAGGA  | L.E.D.-G VS GUHROOVY fw NO+CHIN | WELL-DONE      | 182        |            |
| World of Darkness                                       |                     |                                 |                |            |            |
| 洟・月・奇蹟                                            | JV-ROCK             | PLATINUM-EDEN                   | Yuli           | 170        |            |
| Apocalypse ~memento mori~                               | ORATORIO            | Zektbach                        | hannes         | 170        |            |
| 天庭                                                    | 近代絶頂音楽        | 閣下                            | 星のひと       | 88-113     |            |
| Quiet                                                   | DARKNESS 3          | フレディ波多江とエレハモニカ    | Zizz           | 142        |            |
| Fantasia                                                | HYPER FANTASIA      | TЁЯRA                           | ROSEMARY       | 165        |            |
| World of Light                                          |                     |                                 |                |            |            |
| ZETA～素数の世界と超越者～                              | IDM                 | Zektbach                        | Σ              | 90-180     |            |
| power plant                                             | J-TEKNO 2           | youhei                          | SHOLLKEE       | 156        |            |
| Holy Forest                                             | SYMPHONIC METAL     | Sarastro                        | Count.Ten      | 185        |            |
| Little prayer                                           | DREAMGAZER          | 土岐麻子                        | ookami-boy     | 174        |            |
| ∞space                                                  | FUTURE FUSION       | m@sumi                          | SiRiUS         | 160        |            |
| Polis                                                   | MYTHORONICA         | Toshiji Kato                    | lithos         | 77         |            |
| World of Nothing                                        |                     |                                 |                |            |            |
| ポップン大冒険メドレー                                  | ADVENTURE           | ポップン探検隊                  | Mimi           | 125-153    |            |
| Votum stellarum -forest #25 RMX-                        | ANTHEM TRANCE REMIX | iconoclasm                      | MZD            | 140        |            |
| WHITE BIRDS (Mirage Mix)                                | VISUAL REMIX        | T-Bone                          | MZD            | 122        |            |
| neu                                                     | NIENTE              | 少年ラジオ                      | ?              | 95/199     |            |
| ふたりのマニフェスト (Circle of the afternoon MIX)      | PROPOSE REMIX       | DJ SIMON                        | MZD            | 147?       |            |